# Маргарет Геллер
Маргарет Геллер (Margaret Joan Geller, народилась. 8 грудня 1947 року, Ітака, Нью-Йорк) — американська астрофізик і космолог, астроном і астрокартограф. Співробітниця Гарвард-Смітсонівського центру астрофізики і професорка Гарвардського університету, член НАН США (1992).

## Біографія
Закінчила Каліфорнійський університет в Берклі (бакалавр фізики, 1970). Потім вступила в Прінстонський університет, де отримала ступінь магістерки (1972) і докторки філософії (1975) з фізики.
В 1974-76 рр. постдок в Гарвард-Смітсонівському центрі астрофізики, з яким разом з Гарвардом, де з 1988 року — професор астрономії, пов'язана вся її подальша діяльність. З 1991 року-член редколегії Science.
Член Американської академії мистецтв і наук (1990), Американського фізичного товариства, Американської асоціації сприяння розвитку науки.
Почесний доктор англ. Colby College (2009) і Дартмутського коледжу (2014).

## Напрацювання
Роботи Геллер були атуальні й у фізиці в двадцятому столітті. Її статті з'являються разом зі статтями Роберта Вудро Вілсона, Девіда Тодда Вілкінсона, Дж. Ентоні Тайсона і Вірою Рубін у «англ. Beyond Earth: Mapping the Universe», а з іншими — Аланом Лайтманом, Робертом Кіршнером, Вірою Рубін, Аланом Гут і Джеймсом Е. Ганн у «англ. Bubbles, Voids and Bumps in Time»: The New Cosmology.

## Відзнаки
- 1989 — Newcomb Cleveland Prize[en] Американської асоціації сприяння розвитку науки
- 1990 — Стипендія Мак-Артура
- 1993 — Лекція імені Хелен Сойєр Хогг, Канадське астрономічне товариство
- 1996 — Klopsteg Memorial Award[en], Американська асоціація вчителів фізики
- 1997 — Відзнака Library Lion Нью-Йоркської публічної бібліотеки
- 2003 — Медаль Адіон, Обсерваторія Ніцци
- 2008 — Магелланівська премія від Американського філософського товариства
- 2010 — Медаль Джеймса Крейга Вотсона Національної АН США
- 2010 — Премія Генрі Норріса Рассела, найбільш почесна відзнака Американського астрономічного товариства
- 2013 — Премія Юлія Едгара Лілієнфельда Американського фізичного товариства
- 2014 — Медаль Карла Шварцшильда, вища нагорода Астрономічного товариства Німеччини.